# Centre Nacional Català
El Centre Nacional Catalá (en español: «Centro Nacional Catalán») fue un grupo político de ámbito catalán que existió entre 1899 y 1901. Considerado un grupo de corte catalanista, acabaría integrándose en la Lliga Regionalista.

## Historia
Fue fundado en Barcelona el 3 de septiembre de 1899 por sectores de Unió Catalanista contrarios al apoliticismo de esta. El diario La Veu de Catalunya fue uno de los que promovió la creación del «Centre Nacional Catalá». Entre los fundadores había conservadores como Raimundo de Abadal Calderó, Lluís Domènech, Josep Puig i Cadafalch, Lluís Duran i Ventosa, Francisco Cambó, Enric Prat de la Riba o Narcís Verdaguer, o liberales y republicanos como Jaime Carner Romeu o Ildefons Sunyol.
Su programa político era el recogido en las bases de Manresa del 1892, y definía el catalanismo no con un partido político, sino como una causa política nacional abierta a todos los catalanes independientemente de su ideología. El presidente del CNC fue Narcís Verdaguer , el vicepresidente Jaime Carner y el secretario Enric Prat de la Riba. 
El 25 de abril de 1901 se fusionó con la Unió Regionalista para formar la Lliga Regionalista.